# AG-42
La autovía AG-42 o Autovía de Bajo Miño es una autovía autonómica de la Junta de Galicia que transcurrirá entre Tuy y Goyán en el futuro, por lo que en la actualidad está en servicio el primer tramo de 1,1 kilómetros desde el enlace de la A-55 hasta el enlace del polígono industrial de Areas, en Tuy. Consta de unos 14,6 kilómetros de longitud, de forma provisional hasta conocer el proyecto definitivo y completo de toda la autovía y la velocidad limita a 120 km/h. Actualmente esta proyectado los 3 siguientes tramos hasta Goyán, el segundo tramo (4 kilómetros) de nuevo trayecto entre el polígono industrial de Areas, en Tuy y la carretera autonómica PO-350 en Sobrada, el tercer tramo (8 kilómetros) de nuevo trayecto entre la carretera autonómica PO-350 en Sobrada y el acceso al núcleo urbano de Estás con la carretera autonómica PO-552 y el último tramo (2,1 kilómetros) que será desdoblada la carretera autonómica PO-552, conocida la recta de Figueiró, desde el acceso al núcleo urbano de Estás hasta la rotonda de Goyán con el corredor gallego CG-4.2 y las 2 carreteras autonómicas PO-552 y PO-553 con el puente internacional de la Amistad.

## Historia
En junio de 2008, iniciaron los primeros trámites para la construcción de la autovía de Tuy-La Guardia, en la legislatura de Emilio Pérez Touriño, para el tramo de Tuy-Goyán, en lugar de Tuy-La Guardia, posteriormente en la legislatura de Alberto Núñez Feijóo, en abril de 2010, había anunciado el inicio de las obras que tenía previsto en finalizar, en 2013 y poder completar a Goyán, en 2015.
Posteriormente, los problemas económicos de la Junta de Galicia empezaron a hacer los recortes en las infraestructuras gallegas y anunciaron en el 2011, afectado a algunos tramos de las autovías proyectadas y corredores gallegos proyectados, y perjudicado al primer tramo de Tuy-Goyán, que destina menos dinero de lo previsto, además de esta crisis, suspendió el inicio de las obras del siguiente tramo, el segundo tramo, de Tomiño-Tuy, proyectado unos 10,5 kilómetros. Desde entonces, ha habido unos parones hasta que había suspendido definitivamente para concentrarse el corredor gallego de La Guardia-Goyán, inaugurado el 11 de julio de 2014.
Hubo polémicas políticas que afectaron a este tramo suspendido de Tuy-Tomiño, y en cuestión de los años que pasaron la crisis, empezaron a desbloquear el proyecto del primer tramo suspendido, salió el anuncio, el 27 de abril de 2016, aprobó el proyecto para la reanudación de las obras, para enlazar al polígono industrial de Areas en Tuy, el 7 de julio de 2016, y anunciaron la licitación de las obras, el 26 de diciembre de 2019, y ha sido licitado las obras, el 15 de enero de 2020. A causa de la pandemia de la COVID-19, había retrasado la adjudicación de las obras, el 2 de diciembre de 2020 y finalmente ha iniciado las obras, el 15 de enero de 2021 y finalmente ha sido inaugurado el 28 de febrero de 2024.
Con el resto de los tramos, ha avanzado los proyectos desde el año 2020, el segundo tramo entre el polígono industrial de Areas, en Tuy y la carretera autonómica PO-350 en Sobrada, fue reiniciado el nuevo proyecto, el 2 de febrero de 2024, el tercer tramo entre la carretera autonómica PO-350 en Sobrada y el acceso al núcleo urbano de Estás con la carretera autonómica PO-552, sometida a información pública del proyecto, el 10 de febrero de 2020, posteriormente fue aprobado el proyecto de trazado, el 1 de marzo de 2024 y el último tramo entre el acceso al núcleo urbano de Estás con la carretera autonómica PO-552 con la rotonda de Goyán con el corredor gallego CG-4.2 y las 2 carreteras autonómicas PO-552 y PO-553 con el puente internacional de la Amistad, el 28 de junio de 2021. Hasta aquí se le da la prioridad de abrirse de uno a uno, tramo por tramo, empezado el primer tramo entre la A-55 y polígono industrial de Areas, en Tuy y el resto de los tramos sigue en fase de proyecto.
El segundo tramo (entre el polígono industrial de Areas, en Tuy y la carretera autonómica PO-350 en Sobrada), de casi 4 kilómetros, se había relicitado las obras, el 9 de enero de 2025. Posteriormente, el 30 de abril de 2025, ha sido readjudicado las obras y reiniciaron las obras el 11 de julio de 2025.

## Tramos
| Denominación | Tramo                                           | Kilómetros | Año servicio / Estado (2025)                                                        |
| ------------ | ----------------------------------------------- | ---------- | ----------------------------------------------------------------------------------- |
| AG-42        | A-55 Corvaceiras - Polígono industrial de Areas | 1,1        | 2024                                                                                |
|              | Polígono industrial de Areas - PO-350 A Gándara | 3,2        | Obras reanudadas (apertura prevista verano de 2027)                                 |
|              | PO-350 A Gándara - PO-552 Estás                 | 8          | Proyecto terminado (aprobado proyecto de trazado) (pendiente licitación de obras)   |
|              | PO-552 Estás - CG-4.2 PO-552 PO-553 Goyán       | 2,1        | Proyecto terminado (sometida a información pública) (pendiente licitación de obras) |